# Concierto para bandoneón
Concierto para Bandoneón es una obra compuesta por Astor Piazzolla. Originalmente la obra fue compuesta para bandoneón (solista), Orquesta de Cuerdas, Arpa y Piano. Esta obra también es conocida (con fines comerciales) como Aconcagua, nombre otorgado probablemente por un productor italiano con el que Piazzolla estuvo vinculado en la década de 1970. 
El Concierto para Bandoneón dura aproximadamente 20 minutos, y consta de 3 movimientos (a la manera de los conciertos tradicionales) el primero Allegro Marcato, el segundo Moderato y finalmente el tercero Presto.
Para el final del concierto (los últimos 20 compases aproximadamente) Piazzolla retoma la melodía de un tango que había compuesto anteriormente llamado El Flaco Aroldi, melodía que el autor orquesta de una manera pomposa, para un final poderoso.
La obra fue grabada por primera vez en 1983, en el Teatro Colón y vuelta a grabar algunas veces más. En 1987 junto con la Orchestra of Saint Luke bajo la dirección de Lalo Schifrin y finalmente en 1990 en Grecia bajo la dirección del maestro Manos Hadjidakis, siendo esta la última grabación en vida del compositor argentino.
- Datos: Q5781046